# Piarista templom (Kecskemét)

## A templom
A Piarista templom alapkövét 1729-ben helyezték el, hajója már 1742-ben elkészült, tornya csak 1765-ben. Építését 3 évtizeden át maga a házfőnök, Demka Sándor irányította. A négy boltszakaszos templom Privigyéről ideszállított szószékén elhangzott prédikációkat nemcsak diákjaik, tanáraik, városi polgárok hallgatták, hanem pásztorok is. A Felvidékről érkezett a Szentháromságot ábrázoló háromemeletes főoltár. A mellékoltárok közül a Nepomuki Szent Jánosról elnevezett, a Kalazanci Szent József és a Mária-oltár a legrégebbi. 

## Harangjai
Kalazanczi Szent József harang 350 kg-os, 84,5 cm alsó átmérőjű, b1 hangú. Novotny Antal öntötte Temesváron 1907-ben.
Jézus Szíve lélekharang 40 kg-os, 38 cm alsó átmérőjű, Szlezák László öntötte Budapesten 1930-ben.
A harangon évszám nincsen, valószínűleg készen vették meg Szlezák Lászlótól.
A II. világháború előtt 4 harangja volt, ebből kettőt elrekviráltak. A toronyban ma is fellelhető jármok méretéből következtetve kb.750 és 200 kg-osak lehettek.
A megmaradt két harangot több mint egy évtizede nem hallhatták a kecskemétiek, javításuk tervbe van véve.
A rendház udvarán található a kb. 15 kg-os csengettyű, amely díszítése alapján 19. századi lehet, felirat, kép és évszám nélküli.

## A rendház
Négy ütemben készült a mai Piarista Rendház és Diákotthon. Az alapkő letételét követő ötödik évben fejezték be a mai kollégiumi szárny építését. Itt működött a rend kecskeméti iskolája